# Мармозетка на Жофроа
Мармозетката на Жофроа (Callithrix geoffroyi, нарича се и Белоглава мармозетка) е вид дребен бозайник от семейство Остроноктести маймуни (Callitrichidae). Той е един от известните представители на семейството и чест представител на зоологическите колекции.

## Разпространение
Обитават източните части на Бразилия в близост до атлантическото крайбрежие в части от щатите Минас Жерайс, Еспирито Санто и Баия. Видът е интродуциран и на остров Санта Катарина, част от щата Санта Катарина.

## Описание
Мармозетките са дребни, с обща дължина около 50 cm като по-голямата част се пада на опашката. Тежат 300 - 400 грама. Кожата е черна, покрита от гъста мека козина, която в основата си е кафява, а отгоре е тъмносива до черна. На ушите има кичури от косми подобно на коала. Опашката е с по-тъмни и светли пръстени подобно на котешка. В областта на лицето и част от врата козината е бяла. Очите са кафяви, а около тях и муцунката кожата е розова и не е покрита от косми.

## Поведение
Белоглавата мармозетка е активна през деня и е дървесен вид. Движи се в групи от 4 до 15 индивида в площ от около 5 - 40 хектара. Групата е представена от двойка и по-малки индивиди от поколенията на двойката. Те се движат заедно в търсене на храна и взаимно се предупреждават при опасност.

## Хранене
Диетата на мармозетките е съставена от плодове, дървесни и растителни сокове, насекоми, малки гущери и птици.

## Размножаване
Бременността продължава 144 дни. Раждат едно, често две малки, като при раждането малките представляват около 20% от теглото на майката. Това е доста изтощително за родилката и поради това в първите дни активно участие в отглеждането на бебетата взема бащата и отрасналите малки от предишни поколения. През това време майката събира сили като отделя време само да ги кърми. Полова зрялост настъпва на 14 - 18 месечна възраст. Продължителността на живота им е около 10 години.